# Cámara de Representantes de Japón
La Cámara de Representantes (衆議院 Shūgiin?) es la Cámara Baja de la Dieta de Japón, el órgano del Estado en el que reside el poder legislativo. La Cámara de Consejeros es la Cámara Alta.

## Historia
La creación de la Cámara de Representantes de Japón tuvo lugar tras la aprobación de la Constitución japonesa de 1889 en el marco de la revolución Meiji. En 1868, el final del Shogunato Tokugawa y el inicio de la Era Meiji supusieron el desarrollo de toda una serie de reformas económicas, sociales y políticas con las que Japón pretendía progresar como nación y equipararse a las potencias occidentales del momento. En este contexto, surgieron a partir de la segunda mitad de la década de 1870 diversos grupos de tendencia liberal que consideraban insuficientes las reformas emprendidas hasta el momento y que reclamaban mayores derechos además de la formación de un sistema de gobierno representativo. La presión al régimen fue en aumento hasta que en 1883 el emperador Meiji anunció la redacción de una constitución que entraría en vigor, como muy tarde, en 1890. La noticia descolocó al movimiento liberal, que se fragmentó en numerosos partidos y perdió la fuerza que habría tenido de haberse mantenido unido.
El proceso de elaboración de la constitución empezó en 1885 tras la creación de un gabinete ejecutivo presidido por Ito Hirobumi, un antiguo samurái. Ito estudió varias constituciones europeas y se decantó por el modelo prusiano, un país que tenía una posición destacable en Europa y un modelo parlamentario que se adaptaba a los intereses de Japón. Ese mismo año comenzó la redacción del proyecto por una comisión compuesta por Ito, algunos miembros del gabinete y dos juristas alemanes. Los japoneses querían una constitución que garantizase el poder imperial a la par que las instituciones y el juego político. No obstante, Ito rechazaba la idea de un poder legislativo con amplias competencias dado que lo consideraba una representación de los intereses burgueses y campesinos. Ante estas indicaciones, el jurista alemán Roesler elaboró un preámbulo inspirado en discursos liberales europeos que a efectos prácticos era una monarquía absoluta disimulada bajo un sistema liberal. La burocracia civil y el ejército estarían directamente controlados por el emperador, mientras que el poder legislativo sería bicameral y residiría en la Dieta de Japón, formada por una cámara alta, Kizokuin o Cámara de los Pares, cuyos miembros serían designados por el emperador, y una cámara baja, Shūgiin o Cámara de los Representantes, cuyos miembros serían elegidos mediante elecciones pero que carecía de poderes efectivos. Finalmente, el 11 de febrero de 1889 el emperador promulgó la carta magna y un año más tarde se celebraron las primeras elecciones a la cámara baja.

## Elección
La Cámara de los Representantes tiene 465 miembros, elegidos por un plazo de cuatro años. De esos, 176 son electos en 11 distritos electorales de múltiples miembros por representación proporcional y 289 son electos en distritos electorales de un solo miembro.[cita requerida]

## Atribuciones
La Cámara de los Representantes es la más poderosa de las dos cámaras, teniendo, mediante mayoría de dos tercios, la capacidad de anular vetos a proyectos de ley impuestos por la Cámara de Consejeros. Cabe destacar que dicho veto también puede ser disuelto por el primer ministro, como fue hecho por Junichiro Koizumi el 8 de agosto de 2005, debido a una diferencia con su partido, el Partido Liberal Democrático.[cita requerida]

## Derecho a voto y candidatura
- Ciudadano japonés de 20 años o más para poder votar.
- Ciudadano japonés de 25 años o más para poder postularse en la Cámara Baja.